# Баглайки
Баглайки́ — село в Україні, у Красилівській міській громаді Хмельницького району Хмельницької області. Населення становить 205 осіб.
Вперше згадується в 1593 р. Входило до Острозької ординації.

## Історія
В південно-східній частині Красилівського
району на чотирьох пагорбах Подільської височини (з висотами у 320—380 м над
рівнем моря) розташоване невелике село Баглайки (територія 102,8 га, населення — 227 осіб згідно з переписом 2001 року)[джерело?].
Перша писемна згадка про цей населений пункт відноситься до 1593 року[джерело?].
За цими даними до Красилівської волості входили такі поселення: Яворівці, Котюржинці, Писарівка, Марківці, Сушки, Митинці, Вереміївка, Западинці, Баглайки, Мотрунки, Михайлівці, Кобиллє, Пашутинці, Голенки, Мовчани.
З середини XVIII ст. Баглайки належали Любомирським, далі графині
К.Ржевуській. З 1823 р. селом на заставному праві володів Кучельський. Після
продажу маєтків Ржевуської воно дісталось О.Добовській, пізніше село
викупив М.Лелявський. Його спадкоємці й володіли ним до революції 1917
року[джерело?].
У «Волинських єпархіальних відомостях» за 1895 рік відзначається, що в
селі Баглайки нараховується 90 дворів, на околиці знаходиться кладовище з
дерев'яною каплицею[джерело?].
Із розповідей старожилів (І. М. Блажевич, І. Н. Блажевич, О. В. Давидюк, Ф. В. Полюк, І. П. Стецюк, У. П. Чайкун) відомо, що колись на місці села були
великі дубові та мішані ліси. Люди, які втікали від панщини та солдатчини, поселялись в цих лісах, поступово вирубуючи дерева і розорюючи землю.
Згодом тут утворилося невеличке село під назвою Бігляки (від слова «біглець» — втікач), яка поступово трансформувалась у назву Баглайкú (тепер — Баглáйки)[джерело?].
При скасуванні кріпосного права в 1861 році в селі нараховувалося 40
дворів. Хати селян в більшості випадків будувалися із дерева, обмазувалися
глиною, верх покривався солом'яними сніпками. Майже третину хати займала
піч. Будівля була чотирьохкамерною: сіни, комора, велика хата, ванькір (мала
хата, де була піч, ліжка для спання, знаходилося хатнє начиння). У великій хаті
знаходилися лавки, стіл, мисник, ліжко, ікони на стінах, прикрашені вишитими
рушниками, рамки з фотографіями. Стіни білилися вапном, долівка — жовтою
глиною[джерело?].
В 1885 році в селі налічувалось 64 двора і 495 мещканців. В кінці 19 сторіччя — 91 двір і 755 мешканців.
Селяни в основному займалися землеробством, хоча більшість з них
володіли різними ремеслами — кушнірством, чоботарством, ткацтвом, гончарством тощо[джерело?].
Колишній орган місцевого самоуправління — Западинська сільська рада.

## Населення

### Мова
Розподіл населення за рідною мовою за даними перепису 2001 року:
| Мова       | Кількість | Відсоток |
| ---------- | --------- | -------- |
| українська | 224       | 98.68 %  |
| російська  | 3         | 1.32 %   |
| Усього     | 227       | 100 %    |

## Топоніми і мікротопоніми села
Із розбудовою села формувалися вулиці та окремі кутки, які отримували
певні назви. Так поступово виникали місцеві топоніми і мікротопоніми, які
закріплювалися в людській пам'яті, передавалися з покоління в покоління.
Наприклад, вирубна система землеробства породила такі назви місцевості як
«Корчунок» та «Вуглярка».
Цікаву історію про топонім «Вуглярка» розповіла старожилка Олександра
Давидюк (прожила 102 роки). Після реформи 1861 року велику ділянку
дубового лісу на південний схід від села викупили приїжджі люди і почали цей
ліс вирубувати. Колоди звозили у невеличку долину, складали у заздалегідь
викопані ями, підпалювали, потім закидали глиною. Колоди, тліючи без
доступу кисню, перетворювались на деревне вугілля. Його продавали для місцевих кузень, вивозили в міста. Цей промисел тривав до 20-х років XX ст.,
Проте й донині ця місцевість називається Вугляркою. Майже до кінця 60-х
років минулого століття жінки навколишніх сіл приходили сюди і брали чорну
перепалену глину із залишками деревного вугілля, яку використовували для
підведення хатніх призьб.
Багато назв місцевостей пов'язано з іменами, прізвищами і прізвиськами
конкретних людей, які проживали в селі. Так, наприклад, за «Вугляркою»
місцевість з давніх часів називається «Бебешком». Цей топонім із слів
старожилів походить від прізвиська людини, що жила там довгий час і
займалась різницьким промислом.
На південь між селами Баглайки і Западинці лежать «Чиргінцове поле» і
«Черепкова стежка», на північному сході — «Невіцький ставок», «Юрків жолоб»
і «Іонова загородь», на південному заході — «Вовчі ярки» (один з місцевих
жителів мав прізвисько Вовк і тримав там наділ землі), на півночі — «Харитонів
яр», «Волоський ріг».
На південному сході від села є долина, що носить назву «Безодня» (кажуть, що там колись була болотяна місцевість, де потонув віз з упряжкою волів).
Прозорими топонімами є такі назви місцевостей як «Широкий яр» і
«Широкий берег», «Вузький яр» і «Глибока долина», «Лиса гора» і «Левада», «Лужок» і «Білянка».
Як вже зазначалось, при формуванні вулиць останні часто отримували
топонімічні назви від географічних особливостей — вулиця Заріччя, вулиця
Грабовецька (раніше тут був грабовий ліс, а потім почали селитись люди), вулиця Манилівка (від слів «манити», «заманювати»). Остання назва виникла в
кінці 20-х років минулого століття, коли людям наміряли земельні наділи (до 80
соток) з громадських угідь на південному пагорбі біля села, де селились в
основному молоді сім'ї, які й утворили нову вулицю села з топонімом
«Манилівка».
Цікавим топонімом є назва частини центральної вулиці — «Коловорот» або
«Коловороток». Така назва засвідчує той факт, що на західній околиці села в
XVI—XVIII ст. була сільська митниця і стояли ворота, за проїзд через які
необхідно було платити грішми або товаром (це стосувалось приїжджих
чумаків, інших мандрівних людей).
Одна зі східних вулиць й нині носить назву Сафушка. За розповідями
старожилів, цю вулицю колись започаткував якийсь Сафут чи Сафуш, і за його
прізвиськом так і закріпилася ця назва.
Прозорою є назва вулиці Заріччя. Тут варто зазначити, що біля західних і
північно-східних околиць села беруть початок чотири невеликі струмки, які
зливаються посередині села в безіменну річечку, що через три кілометри впадає
в річку Бужок. Ось ця місцевість за річкою і отримала топонімічну назву
«Заріччя».
Значну частину назв місцевостей в селі Баглайки і на його околицях
складають мікротопоніми. Так, наприклад, на східній околиці села (висота над
рівнем моря 380 м) є вершина, яка носить назву «Біля вітряка» або «Біля
млина». Як розповідають, тут ще й в 60-ті роки XX ст. стояв вітряк (а всього їх в селі було три), де споконвіків мололи зерно. Водночас ця місцевість в системі
пагорбів, на яких розташувалося село, мала й прикладне значення як найвища
точка у військовій топографії.
Поряд з мікротопонімом «Біля вітряка» знаходиться точка перетину доріг на
Хмельницький і на Красилів, яка одержала назву «Веретисько» (похідний
мікротопонім від назви «верстовий стовп»).
На північному сході від села на полі ще з довоєнних часів росте дика
грушка. Місцевість навколо неї так і називається «Біля грушки».
На півночі поряд з урочищем «Корчунок» біля невеликої скелі на початку
Михайловецького лісу з-під каміння б'є потужне джерело чистої води, яке
здавна називають «Кам'яною криничкою». Цей мікротопонім добре відомий і
жителям навколишніх сіл Сушки, Мотрунки, Михайлівці.
На західній околиці села розташована невелика ділянка землі, яка
називається «Пастівник». Як засвідчують старожили, цю землю довго
орендували для випасання худоби.
В північній частині села й донині побутує мікротопонім «Пасіка» (до
середини 60-х років минулого століття тут дійсно була колгоспна пасіка), а
також мікротопонім «Біля ферми» (тут до кінця XX ст. розташовувалися ферми, де вирощували свиней, телят, овець, корів).
Цілком прозорими є мікротопоніми «Біля клубу», «Біля ставка», «Біля школи».

## Відомі особистості
В поселенні народився:
- Блажевич Юрій Іванович (* 1947) — український краєзнавець.